# 利民街道
利民街道是中国黑龙江省哈尔滨市呼兰区下辖的一个街道。

## 行政区划
利民街道下辖以下地区：
兴业社区、燕京社区、常青社区、华远社区、星城社区、名流社区、瑞城社区、北海社区、宏盛社区和祥瑞社区。